# Anopla
Anopla Schultze, 1851 è una classe di animali appartenente al phylum Nemertea.
Comprende organismi dal corpo vermiforme sprovvisti di stiletto. Essi sono caratterizzati da una proboscide non armata di stiletti né morfologicamente specializzata in tre regioni. Tassonomicamente si suddivide in due sottoclassi: Palaeonemertea e Heteronemertea.